# カロ・パリジャン
カロ・パリジャン（アルメニア語: Կարո Փարիզյան、英語: Karo Parisyan、1982年8月28日 - ）は、アルメニアの男性総合格闘家。エレバン出身。アメリカ合衆国カリフォルニア州ノースハリウッド在住。ジャクソンズMMA所属。元WEC世界ウェルター級王者。カロ・パリーシャンとも表記される。
試合では一本背負いや大外刈り、内股、払い腰などの柔道の投げ技を多用し、一際異彩を放っている。
総合格闘家のマニー・ガンブリャンは従兄弟。

## 来歴
6歳のときに、家族と共にアルメニアからアメリカのカリフォルニア州へ移住した。
9歳からゴーコージムでアルメニア系であるゴーコー・シヴィシアンに柔道を習い始め、14歳でプロ総合格闘技デビュー。
2003年9月26日、UFC初参戦となったUFC 44でデイブ・ストラッサーと対戦し、チキンウィングアームロックで一本勝ち。
2004年5月21日、WEC 10の世界ウェルター級タイトルマッチでショーニー・カーターと対戦し、3-0の判定勝ちを収め王座獲得に成功した。その後、UFCに専念するため同王座を返上した。
2006年8月17日、UFC Fight Night 6でディエゴ・サンチェスと対戦し、0-3の判定負け。ファイト・オブ・ザ・ナイトを受賞した。なお、この試合ではサンチェスの膝蹴りでパリジャンの前歯が吹き飛ぶ場面があった。
2007年11月17日、UFC 78で長南亮と対戦し、3-0の判定勝ち。
2008年9月6日、UFC 88で吉田善行と対戦予定であったが、自身の背中負傷により欠場となった。欠場発表は前日の計量終了後に正式発表された。
2009年1月31日、UFC 94でキム・ドンヒョンに2-1の判定勝ちを収めるも、後に禁止されている鎮痛剤(ヒドロコドン、ヒドロモルフォン、オキシモルホン)を使用していたことが発覚し、ノーコンテストに裁定変更となり9か月間の出場停止と32,000ドルの罰金を科せられた。11月21日、UFC 106でダスティン・ヘイズレットと対戦予定であったが、欠場となった。
2010年7月10日、Impact FC旗揚げ戦でベン・モルティマーと対戦し、チョークスリーパーで一本勝ち。
2010年11月20日、UFC復帰戦となったUFC 123でデニス・ホールマンと対戦し、右フックでダウンしたところにパウンドで追撃されTKO負けを喫した。

## 戦績

### 総合格闘技
| 総合格闘技 戦績 | 総合格闘技 戦績 | 総合格闘技 戦績 | 総合格闘技 戦績 | 総合格闘技 戦績 | 総合格闘技 戦績 | 総合格闘技 戦績 |
| --------------- | --------------- | --------------- | --------------- | --------------- | --------------- | --------------- |
| 36 試合         | (T)KO           | 一本            | 判定            | その他          | 引き分け        | 無効試合        |
| 24 勝           | 2               | 12              | 10              | 0               | 0               | 1               |
| 11 敗           | 6               | 1               | 4               | 0               | 0               | 1               |

| 勝敗 | 対戦相手                         | 試合結果                           | 大会名                                                        | 開催年月日     |
| ×    | フェルナンド・ゴンザレス         | 1R 1:43 TKO（左フック→パウンド）   | Bellator 127                                                  | 2014年10月3日  |
| ○    | フィル・バローニ                 | 1R 2:06 TKO（スタンドパンチ連打）  | Bellator 122                                                  | 2014年7月25日  |
| ○    | ロン・ケスラー                   | 2R 4:05 TKO（右フック→パウンド）   | Bellator 116                                                  | 2014年4月11日  |
| ×    | リック・ホーン                   | 2R 1:55 KO（右アッパー→パウンド）  | Bellator 95                                                   | 2013年4月4日   |
| ○    | エドワード・ダービー             | 1R 2:10 腕ひしぎ十字固め           | Gladiator Challenge: Heat Returns                             | 2012年10月28日 |
| ○    | タイガー・ボンズ                 | 1R 1:03 腕ひしぎ十字固め           | Gladiator Challenge                                           | 2012年9月29日  |
| ×    | ジョン・ガンダーソン             | 1R 2:47 ギロチンチョーク           | ShoFight 20                                                   | 2012年6月16日  |
| ○    | トーマス・デニー                 | 5分3R終了 判定3-0                  | WMMA 1: Fighting for a Better                                 | 2012年3月31日  |
| ×    | ジョーダン・スミス               | 5分3R終了 判定1-2                  | Amazon Forest Combat 1                                        | 2011年9月14日  |
| ×    | ライアン・フォード               | 3R 1:26 TKO（ドクターストップ）    | JEG: MMA Live 1                                               | 2011年5月19日  |
| ×    | デニス・ホールマン               | 1R 1:47 TKO（右フック→パウンド）   | UFC 123: Rampage vs. Machida                                  | 2010年11月20日 |
| ○    | ベン・モルティマー               | 2R 4:18 チョークスリーパー         | Impact FC 1: The Uprising Brisbane                            | 2010年7月10日  |
| －   | キム・ドンヒョン                 | ノーコンテスト（薬物検査失格）     | UFC 94: St-Pierre vs. Penn 2                                  | 2009年1月31日  |
| ×    | チアゴ・アウベス                 | 2R 0:34 TKO（膝蹴り→パウンド）     | UFC Fight Night: Florian vs. Lauzon                           | 2008年4月2日   |
| ○    | 長南亮                           | 5分3R終了 判定3-0                  | UFC 78: Validaton                                             | 2007年11月17日 |
| ○    | ジョシュ・バークマン             | 5分3R終了 判定3-0                  | UFC 71: Liddell vs. Jackson                                   | 2007年5月26日  |
| ○    | ドリュー・フィケット             | 5分3R終了 判定3-0                  | UFC Fight Night: Sanchez vs. Riggs                            | 2006年12月13日 |
| ×    | ディエゴ・サンチェス             | 5分3R終了 判定0-3                  | UFC Fight Night 6                                             | 2006年8月17日  |
| ○    | ニック・トンプソン               | 1R 4:44 ギブアップ（パウンド）     | UFC 59: Reality Check                                         | 2006年4月15日  |
| ○    | マット・セラ                     | 5分3R終了 判定3-0                  | UFC 53: Heavy Hitters                                         | 2005年6月4日   |
| ○    | クリス・ライトル                 | 5分3R終了 判定3-0                  | UFC 51: Super Saturday                                        | 2005年2月5日   |
| ○    | ニック・ディアス                 | 5分3R終了 判定2-1                  | UFC 49: Unfinished Business                                   | 2004年8月21日  |
| ○    | ショーニー・カーター             | 5分3R終了 判定3-0                  | WEC 10: Bragging Rights 【WEC世界ウェルター級タイトルマッチ】 | 2004年5月21日  |
| ×    | ジョルジュ・サンピエール         | 5分3R終了 判定0-3                  | UFC 46: Supernatural                                          | 2004年1月31日  |
| ○    | デイブ・ストラッサー             | 1R 3:52 チキンウィングアームロック | UFC 44: Undisputed                                            | 2003年9月26日  |
| ○    | フェルナンド・ヴァスコンセーロス | 5分3R終了 判定3-0                  | KOTC 22: Steel Warrior                                        | 2003年3月23日  |
| ○    | アントニオ・マッキー             | 5分3R終了 判定3-0                  | UAGF 3: Ultimate Cage Fighting 3                              | 2003年2月15日  |
| ○    | ダレル・スミス                   | 1R 0:59 腕ひしぎ十字固め           | Reality Submission Fighting 3                                 | 2001年3月30日  |
| ×    | ショーン・シャーク               | 1R 16:20 TKO（タオル投入）         | Reality Submission Fighting 2                                 | 2001年1月5日   |
| ×    | ショーン・シャーク               | 18分1R終了 判定0-3                 | Reality Submission Fighting 1                                 | 2000年10月10日 |
| ○    | グイド・ジェニングス             | 1R 6:33 チョーク                   | Kage Kombat 16                                                | 1999年6月7日   |
| ○    | ジャスティン・バンファス         | 1R チョーク                        | Empire Submission Fighting: Empire One                        | 1999年5月15日  |
| ○    | スコット・デイヴィス             | 1R 2:16 腕ひしぎ十字固め           | Kage Kombat 14                                                | 1999年4月5日   |
| ○    | ジェイソン・リッジャース         | 1R 1:58 腕ひしぎ十字固め           | Kage Kombat 14                                                | 1999年4月5日   |
| ○    | ザック・マッキニー               | 1R 0:23 腕ひしぎ十字固め           | Kage Kombat 12                                                | 1999年2月1日   |
| ○    | ブライアン・ウォーレン           | 1R 0:44 アンクルホールド           | Kage Kombat 12                                                | 1999年2月1日   |

### グラップリング
| 勝敗 | 対戦相手       | 試合結果          | 大会名                    | 開催年月日    |
| △    | AJ・アガザーム | 20分終了 時間切れ | Metamoris The Underground | 2015年8月14日 |

## 獲得タイトル
- 第3代WEC世界ウェルター級王座（2004年）

## 表彰
- ブラジリアン柔術 黒帯
- 柔道 黒帯
- UFC ファイト・オブ・ザ・ナイト（1回）
- UFC ファイト・オブ・ザ・イヤー（2006年）
- SHERDOG ファイト・オブ・ザ・イヤー（2006年）